# Kekenboschiella awari
Kekenboschiella awari är en spindelart som beskrevs av Léon Baert 1984. Kekenboschiella awari ingår i släktet Kekenboschiella och familjen Mysmenidae. Inga underarter finns listade i Catalogue of Life.